# Signe (pigenavn)
 For alternative betydninger, se Signe (flertydig). (Se også artikler, som begynder med Signe)
Signe er et nordisk pigenavn, som betyder "sejrvinderske". Navnet Signe er en dansk form af det gamle nordiske navn Signý: Det er sammensat af to ord – henholdsvis "sejr" (sigr) og "ny" (nýr).
Udover skrivemåden Signe kan navnet også staves Sine. Ifølge Danmarks Statistik er der pr. 1. januar 2015 i alt 15.609 kvinder i Danmark, der bærer navnet Signe eller Sine som første fornavn (hhv. 13.661 og 1.948 kvinder).
Den latinske pendant til Signe er navnet Victoria; andre navne, som f.eks. Sigrid og Sieglinde, er beslægtet med navnet Signe – omend disse navne ikke indeholder ordleddet "ny" (nýr), ligesom navnet Signe/Sine gør.
Navnet Si(g)ne har ikke nogen navnedag i Danmark, men i både Sverige, Norge og Finland er den 23. august den officielle navnedag for Si(g)ne.

## Kendte personer med navnetSigne
- Signe – person fra den nordiske mytologi, som ifølge sagnet fulgte Harald I i døden
- Signe Arnfred – dansk kultursociolog
- Signe Brun – dansk håndboldspillerinde
- Signe Danning – norsk skuespillerinde
- Signe Fabricius – dansk koreografinde og danserinde
- Signe Færch – dansk politiker, medlem af Københavns Borgerrepræsentation
- Signe Lindkvist – dansk skuespillerinde og tv-værtinde
- Signe Anastassia Mannov – dansk skuespillerinde
- Signe Molde-Amelung – dansk tv-værtinde
- Signe Muusmann – dansk radioværtinde
- Signe Egholm Olsen – dansk skuespillerinde
- Signe Rink – dansk forfatterinde og etnologinde
- Signe Ryge Petersen – dansk journalistinde og tv-værtinde
- Signe Schlichtkrull – dansk journalistinde og forfatterinde
- Signe Skov – dansk skuespillerinde
- Signe Svendsen – dansk sangerinde og sangskriverske
- Signe Swensson – norsk stortingsrepræsentantinde, læge, pædagog og feminist
- Signe Søes – dansk orienteringsløberske
- Signe Toksvig – dansk forfatterinde
- Signe Vaupel – dansk skuespillerinde
- Signe Wenneberg – dansk forfatterinde, foredragsholderske, kommunikationsrådgiverske og journalistinde

## Øvrige
- Signe Tillisch er navnet på en lokal dansk æblesort
- Den første sang på Eric Claptons album Unplugged hedder Signe
- Ordet signe betyder på fransk: tegn (grammatik)

## Fodnoter
1. ↑  Danmarks Statistiks navneoversigt
2. ↑  Navnedag for Signe i Sverige, Norge og Finland